# Кампоротондо-ді-Ф'ястроне
Кампоротондо-ді-Фьястроне (італ. Camporotondo di Fiastrone) — муніципалітет в Італії, у регіоні Марке,  провінція Мачерата.
Кампоротондо-ді-Фьястроне розташоване на відстані близько 155 км на північний схід від Рима, 60 км на південь від Анкони, 24 км на південний захід від Мачерати.
Населення — 563 особи (2014).
Щорічний фестиваль відбувається 25 квітня. Покровитель — Святий Марко.

## Демографія
Населення за роками:

Станом на 1 січня 2023 року в муніципалітеті офіційно проживало 37 іноземців з 8 країн, серед них 8 громадян країн Євросоюзу та 1 громадянин України.

## Сусідні муніципалітети
- Бельфорте-дель-К'єнті
- Кальдарола
- Чессапаломбо
- Сан-Джинезіо
- Толентіно